# Aix (Gattung)
Aix ist eine Gattung der Schwimmenten (Anatini). 
Früher wurde diese Gattung zusammen mit Cairina auch einer eigenen, allerdings sehr heterogenen Tribus der „Glanzenten“ (Cairinini) zugeordnet. 
Zur Gattung Aix werden nur zwei Spezies gerechnet:
- Mandarinente (Aix galericulata)
- Brautente (Aix sponsa)

Die Mandarinente stammt aus Ostasien, die Brautente aus Nordamerika. Trotz der großen geografischen Distanz zwischen beiden Verbreitungsgebieten bestehen recht enge verwandtschaftliche Beziehungen. 
Beide Arten kommen natürlicherweise nicht in Europa vor. Da die Erpel aber zu den farbenprächtigsten Enten gehören und daher bei Ziervogelhaltern sehr beliebt sind, gibt es mittlerweile einige entflohene und ausgewilderte Paare (Gefangenschaftsflüchtlinge).